# スルハン・ナシーゼ
スルハン・ナシゼ（Sulkhan Nasidze、1927年3月17日 - 1996年9月21日）は、グルジアの作曲家。
トビリシに生まれ、トビリシ音楽院でピアノを学ぶ。1962年にグルジア作曲家連盟の委員となる。1964年にトビリシ音楽院の作曲科の教授に就任。1974年、グルジア・フィルハーモニック・コンサートホールの音楽監督となった。作風はショスタコーヴィチ、バルトーク、ストラヴィンスキーらの影響とグルジアの伝統音楽の融合を目指したものであった。

## 作品
- バレエ「オルフェウスとエウリディーケ」（1973）
- オラトリオ「我が祖国」（1962）
- 8曲の交響曲（1957-1992）
- 2曲のピアノ協奏曲（1955、1961）
- ヴァイオリン協奏曲（1968）
- 2つのヴァイオリンのための協奏曲（1979）
- ヴァイオリンとチェロのための協奏曲（1982）
- ヴィオラ協奏曲 (1987年)
- ファゴット協奏曲（1994）
- 5曲の弦楽四重奏曲（1968-1992）
- 2曲のピアノトリオ（1960、1995）